# Stillborn (musikgrupp)
Stillborn är ett svenskt doom metal-band från Göteborg, aktivt mellan 1984 och 1996 samt från 2015.

## Medlemmar
- Kari Hokkanen – sång, elbas
- Ingemar Henning – gitarr
- Eriks Sandquist – gitarr
- Peter Asp – trummor

## Diskografi
Studioalbum
- 1989 – Necrospirituals
- 1991 – The Permanent Solution
- 1992 – State of Disconnection
- 2017 – Nocturnals
- 2024 – Netherworlds